# Morriston, Florida
Morriston är en ort i Levy County, Florida, USA.